# Видарбха
Видарбха (маратхи विदर्भ) — регион на востоке индийского штата Махараштры, занимающий территорию в 97,321 км² (31,6 % площади штата). В регионе проживает более 20 млн чел, что составляет 21,3 % всего населения Махараштры. Граничит со штатом Мадхья-Прадеш на севере, Чхаттисгарх на востоке, Андхра-Прадеш на юге и регионами Маратхвада и Кхандеш на западе. Видарбха расположена в центральной Индии и имеет свою богатую историю и культуру, отличную от остальной Махараштры. Крупнейшим городом Видарбхи является Нагпур. Другие крупные города региона по числу жителей в порядке убывания: Амравати, Акола, Яватмал, Чандрапур и Гондия. Большинство населения говорит на вархади — диалекте языка маратхи.
Регион известен своим хлопком и апельсинами. В Видарбхе расположены 2/3 минеральных ресурсов Махараштры и 3/4 запасов древесины штата. В то же самое время, Видарбха — самый экономически отсталый регион Махараштры. В последние годы набирает силу движение, выступающее за выделение Видарбхи в отдельный штат. Однако, сторонников этого шага всё ещё очень мало.